# Hole.io
«Hole.io» — це аркадна фізична гра-головоломка 2018 року з механікою Battle Royale, створена французькою студією Voodoo для Android та iOS.
Гравці контролюють діру в землі, яка може пересуватися по карті. Поглинаючи різні об'єкти, отвори збільшуються в розмірі, дозволяючи гравцям поглинати більші об'єкти, а також менші отвори інших гравців.
Критики високо оцінили гру під час її дебюту, і вона посіла перше місце в розділі безкоштовних програм в App Store і Google Play. Однак деякі критики охарактеризували гру як клон незалежної гри Donut County 2018 року. Її також критикували за те, що вона рекламується як багатокористувацька гра, тоді як інші «гравці», ймовірно, керовані комп’ютером NPC.  

## Ігровий процес
Hole.io поєднує кілька ігрових механізмів . У класичному режимі мета гравця — стати найбільшою ямою до кінця двохвилинного раунду, подорожуючи територією та поглинаючи дерева, людей, машини та інші об’єкти, які потрапляють у яму, якщо їх розмір відповідний.  Поступово отвір стає більшим і здатним засмоктувати будівлі та менші отвори.  Якщо об’єкт занадто великий, він не впаде і може перекрити шлях, не даючи іншим об’єктам пройти туди. Гравці повинні використовувати фізику гри в реальному часі на свою користь та оптимізувати свій шлях для ефективного розвитку.  Інші отвори можуть поглинути діру гравця, що призведе до «смерті» та відродження через кілька секунд.  
Режим «Битва» — це режим королівської битви, у якому гравець протистоїть кільком супротивникам із метою залишитися останнім. Хоча гравці все ще можуть споживати середовище, мета полягає в тому, щоб усунути всі інші діри. 
Обидва режими: «Класичний» і «Битва» грають не проти гравців, а проти комп’ютерів. Крім того, існує одиночний режим, який дозволяє гравцям грати поодинці з метою поглинути якомога 100% міста протягом двох хвилин.  Проста механіка гри відносить її до жанру гіпер-казуал. 

### Порівняння зDonut County
Donut County — це незалежна відеогра 2018 року, яка розроблялася щонайменше шість років до випуску 28 серпня 2018 року, що викликало звинувачення розробника цієї гри в тому, що Voodoo скопіював його ідею.  Обидві ігри використовують ту саму механіку діри в землі, яка ковтає об’єкти, щоб збільшитися; однак у Donut County додатково є сюжетна лінія та склад персонажів, яких бракує Hole.io.  І навпаки, Hole.io додає міський пейзаж.  Згідно з Variety, весь асортимент ігор Voodoo від розробника Hole.io складається з клонів інших ігор. Voodoo вдалося забезпечити інвестиції в розмірі 200 мільйонів доларів від Goldman Sachs незабаром після випуску Hole.io. 
У серпні 2018 року в інтерв’ю творець Donut County Бен Еспозіто зазначив, що такі розробники, як Voodoo who clone, були по один бік спектру створення ігор, тоді як він був по інший бік, висуваючи нові ідеї. 

## Рецепція
Невдовзі після випуску Hole.io очолив розділ безкоштовних ігор в Apps Store  і Google Play , отримавши понад 10 мільйонів завантажень лише в Google Play. 
Хоча деякі рецензенти критикували гру за копіювання основної механіки Donut County , інші характеризували гру як «дивно захоплюючу та викликає звикання». 